# 博格瓦德

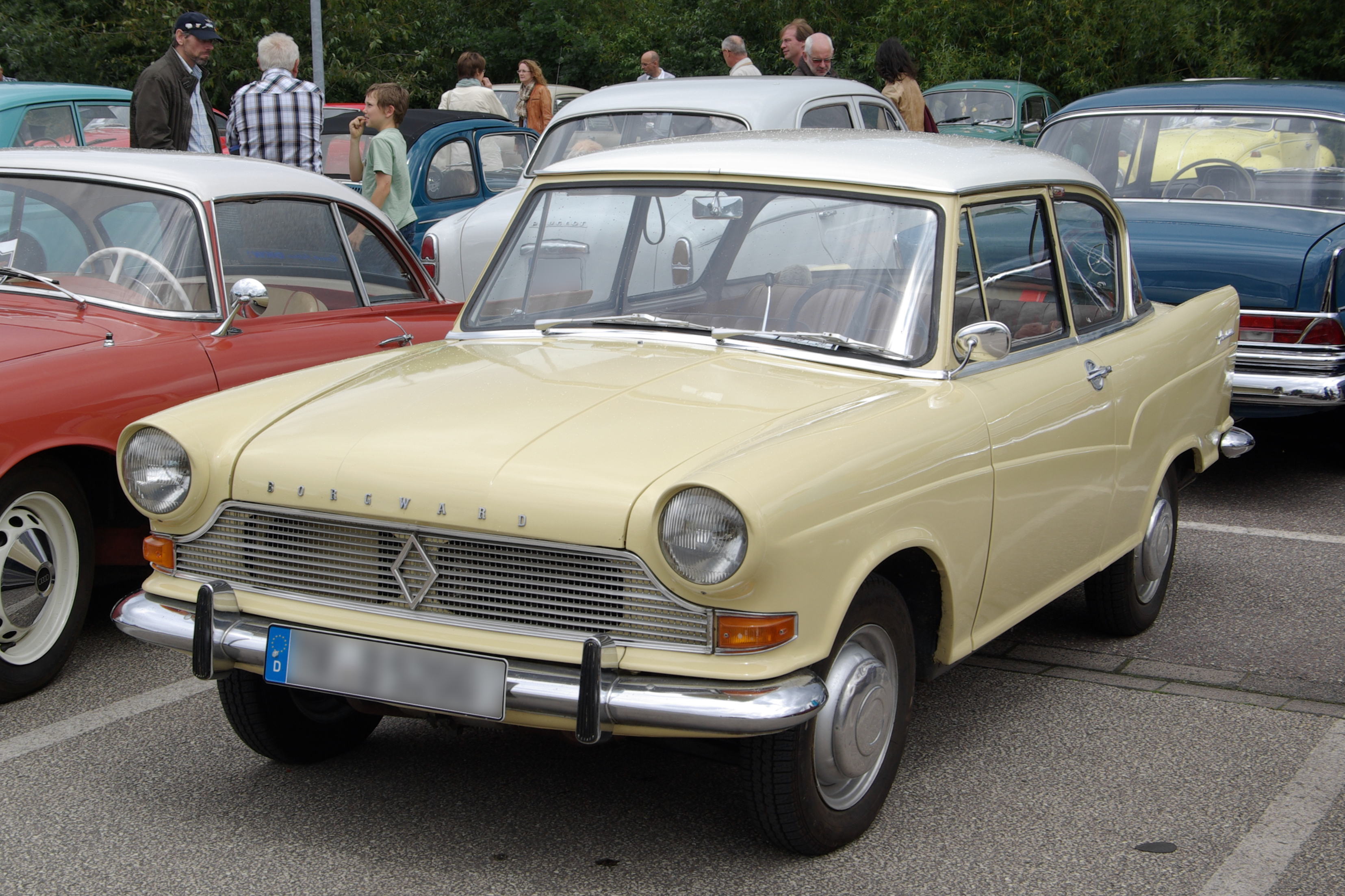
Arabella

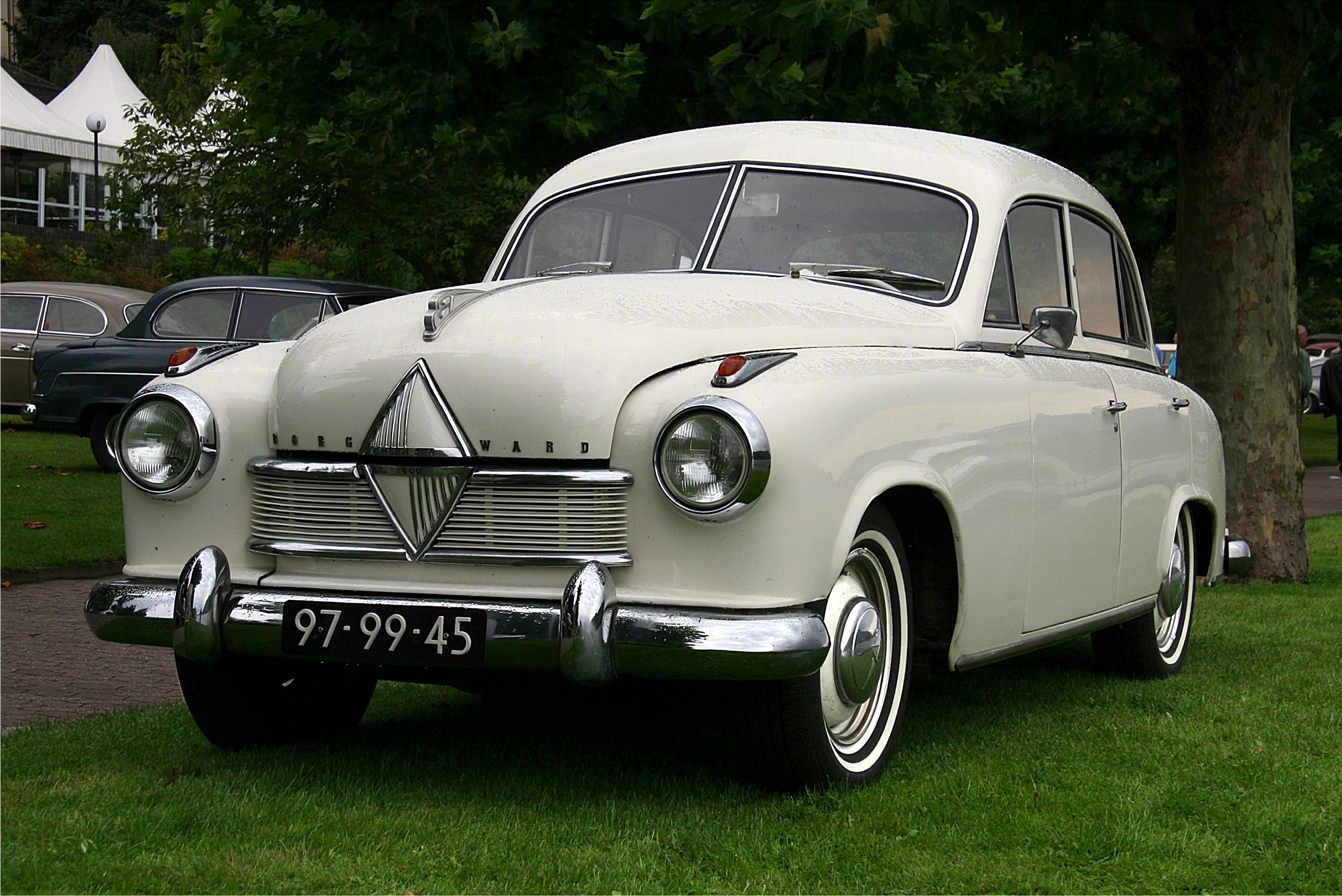
Hansa1800

博格瓦德（德语：Borgward）是德国一家传统汽车制造商。其中心设在德国不莱梅，曾经红极一时在未經衰落下在六十年代初突然被強制停業。

## 历史
博格瓦德公司创始人为德国工程师卡尔·博格瓦德（Carl F. W. Borgward，1890年11月10日 – 1963年7月28日）。博格瓦德汽车曾经是德国最早采取自排变速箱和氣壓避震器的汽车，但最终由于未能妥善控制经营成本和新技术带来的品質问题而衰落。
主要問題是寶沃本家生產的豪華轎車，但其子公司Lloyd̈(勞埃德)所生產的微型車在七十年代後來看產生廢氣過多，不敵環保的新時代需要，但當時是非常受到外界的重視，如日本的速霸陸360和東德的衛星 (轎車)也參考其設計的。
最後是被其總部所在的不萊梅市政府在1961年強行結業，事件沒有廣泛公認被接受的解釋，博格瓦德始創人的家族對此至今仍然視為宿敵寶馬的陰謀，因為其銷量一直穩定而清盤後仍然有數百萬馬克賺，而不萊梅政府解釋是因為博格瓦德公司和銀行界關係較差，以致博格瓦德周轉不靈時沒有銀行願意貸款。
2005年中國的福田汽車向卡尔·博格瓦德的孫兒買下了品牌的使用權，並在2015年推出概念車，2016年正式重新發售，公司總部位於斯圖加特。
但2022年北京寶沃破產清算。

## 品牌
博格瓦德曾经生产四个品牌的汽车：Borgward（博格瓦德，中文又译为宝沃）, Hansa，Goliath，Lloyd（劳埃德）

## 外部链接

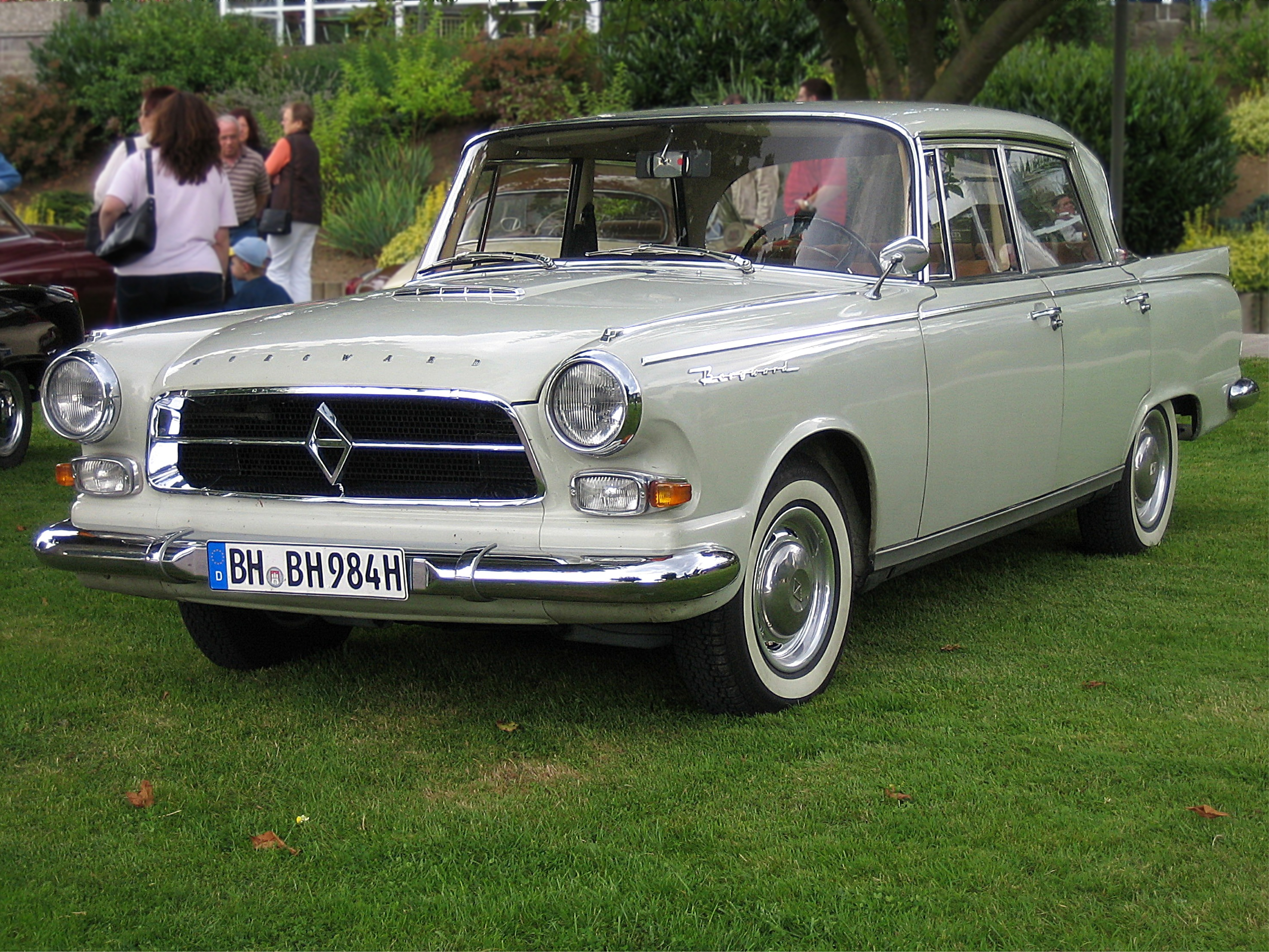
P100

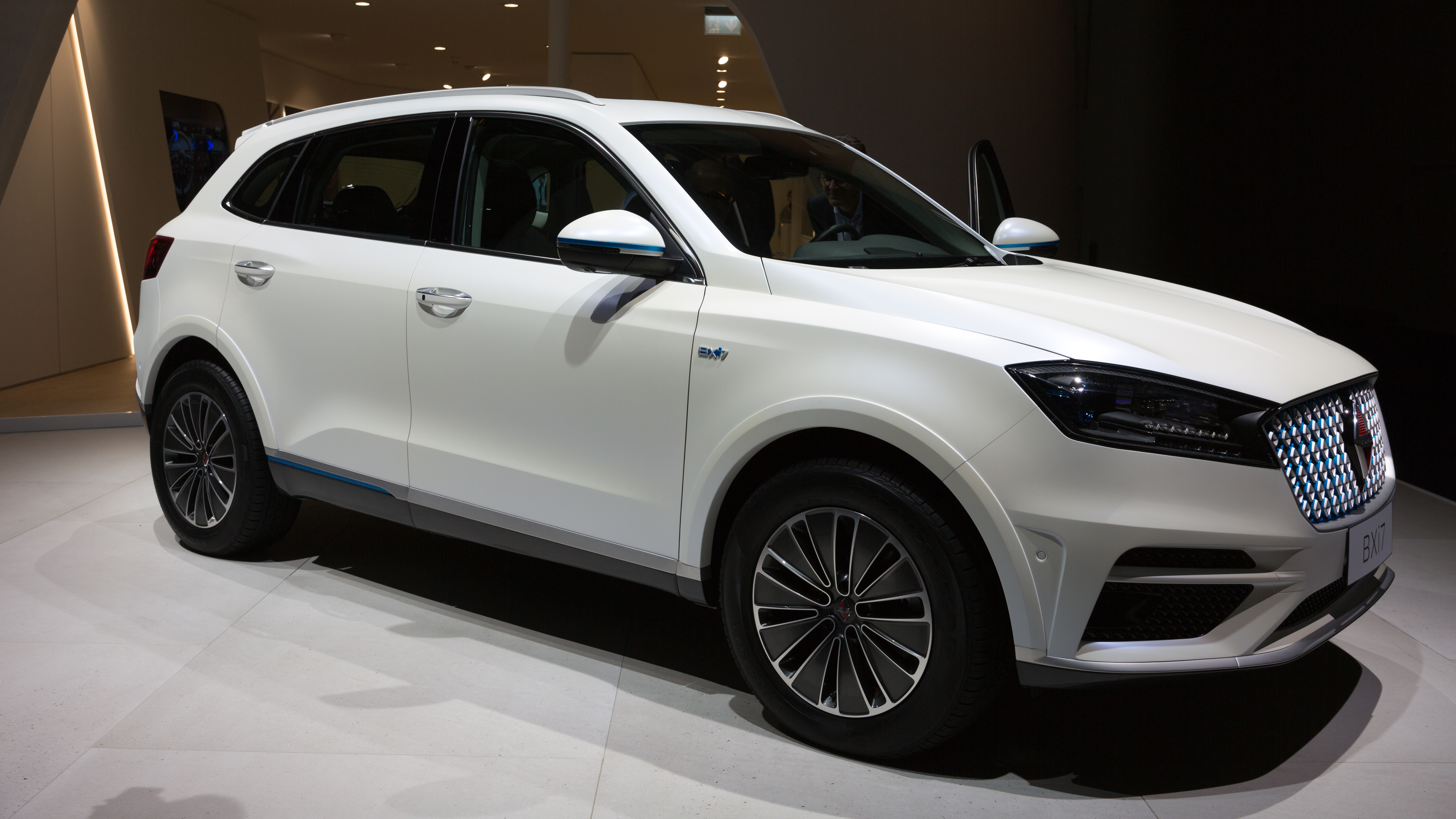
BXi7